# Baggy Shanker
Bhagat Singh Shanker, connu sous le nom de Baggy Shanker, est un homme politique britannique du Parti travailliste et coopératif qui est député de Derby South depuis 2024,. Il a été élu chef du conseil municipal de Derby City (en) en 2023, faisant de lui le premier chef de conseil sikh de Derby,.